# ダバオ誤報事件
ダバオ誤報事件（ダバオごほうじけん）は、第二次世界大戦（大東亜戦争）中の1944年（昭和19年）9月9日、連合国軍がダバオ沿岸のサランガニ湾に上陸したという虚報を信じた大日本帝国海軍が、ダバオから退避した事件。
後に海軍最大の不祥事のひとつとして、平家の大軍が水鳥の羽音を源氏の軍勢の襲来と誤認して逃げ散ったと伝えられる「富士川の戦い」の故事に因み、「ダバオ水鳥事件」とも呼ばれている 。

## 経緯

### 背景

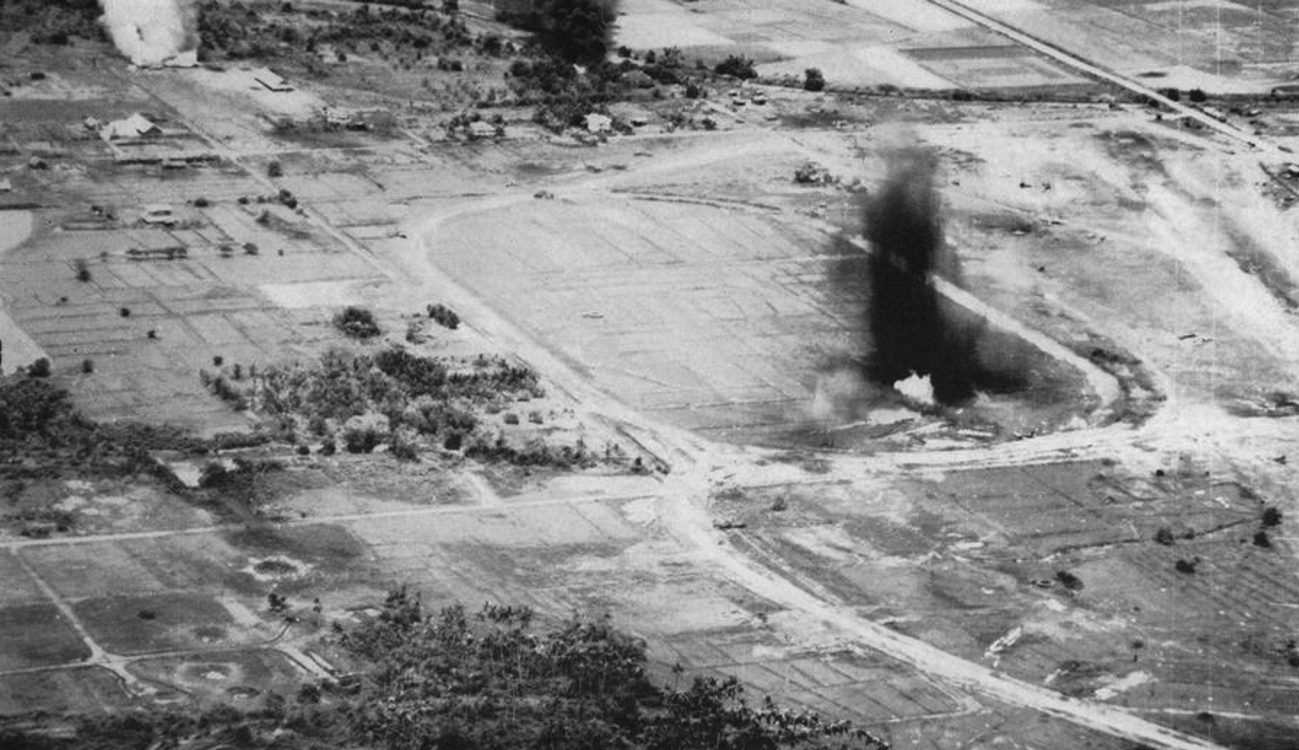
1944年9月にアメリカ軍空母バンカー・ヒルの艦載機により空襲を受けるフィリピンネグロス島の日本軍飛行場

1944年（昭和19年）8月に入ると、太平洋方面の戦況は8月3日にテニアン島の日本軍守備隊が玉砕、ビアク島でも戦闘中と、連合国軍がマリアナ諸島や西部ニューギニアを確保しつつあった。日本軍も、次の防衛拠点とするべくハルマヘラ島等の防衛準備を進めていた。
アメリカ軍爆撃機や艦載機によるフィリピンへの空襲も開始された。第一航空艦隊（一航艦）の司令部があるダバオにも、9月1日に55機のB-24が来襲したのを皮切りに、2日、6日、9日と続けてアメリカ軍機が来襲した。特に9日のアメリカ軍艦載機による空襲は、ダバオを中心としたフィリピン各地に延べ400機が来襲し、これほど大量の敵機が上空を乱舞するという修羅場を初めて体験した多くの日本軍将官や将兵は、警戒を強めていた。

### 誤認の発生
1944年9月9日の米機動部隊による空襲でダバオ所在の第三十二特別根拠地隊にも相当の被害があり、司令部では数日来の敵の攻撃状況から同日夜、「近く敵の上陸あるやも知れず警戒を厳にせよ」と命じ、配下に注意喚起した。10日未明午前4時ころ、サランガニ見張所は「湾口に敵上陸用舟艇が見える」と報告し、根拠地隊司令部は一航艦に連絡し、夜明けに飛行機での偵察を依頼した。午前8時ころ、サランガニ警備隊は再び「湾口に上陸用舟艇多数見ゆ」、「陸軍と協力水際にこれを撃滅せんとす」と打電し、一航艦はセブ基地に戦闘機または司令部偵察機での偵察を命じたが、通達が遅れ、発進は午後4時5分であった。
午前9時30分ころ、ダバオ側の見張り所は「敵の水陸両用戦車がダバオ第2飛行場に向かっている」と報告した。根拠地隊司令部はこれを不審に思い確認を命じた。直後に見張り所指揮官が司令部に来て、「敵の水陸両用戦車は自分が確認したものであるから間違いない」旨を報告した。司令部は敵のダバオ上陸を信じ、邀撃体制をとるため「陸戦配備」を下令した。ダバオ上陸の報は同司令部から各部に伝達され、ダバオ方面の通信中枢の第三十二通信隊では暗号書の焼却を始めた。午後12時15分、32特根司令官代谷清志少将は指揮下部隊に「敵ダバオに上陸開始」と発信し、午後12時20分、自らはダバオ北方のラパンダイに撤退を開始した。ダバオ地区防衛の海軍側責任者で、所在先任指揮官でもある32特根司令官はなぜかサランガニとダバオの情報を上司に報告した様子はない。
午前11時49分、一航艦司令長官寺岡謹平中将は配下の部隊に電報し、敵上陸の場合に対する部署の「第五（ホ）攻撃戦闘用意」を発令したが、同司令部は不審にも思っており特にダバオの報を疑い、本電のなかで敵情については「サランガニ湾口〇七五五敵上陸舟艇接近の報あり」とだけ報じ、軍令部にも通報した。午前11時55分、一航艦は「今朝第三飛行場「サランガニ」に上陸せる疑あり　第六中隊偵察中」と発信し、これが全軍に対する上陸第一報となった。正午過ぎ、根拠地司令部から司令部撤退の連絡を受け、また水上警備隊からも准士官伝令で「敵戦車上陸開始」の報があり、寺岡中将は上陸を信じ、機密暗号書の第一次処分を開始するとともに、航空隊に「陸戦用意」を令し、先に予令していた攻撃戦闘部署を発動、これを関係の各艦隊に報じた。午後12時58分、寺岡は、戦車がダバオに上陸しつつあること、寺岡司令部は32根拠地隊司令部付近にて伏勢観測中であること、第26航空戦隊司令官に一時一航艦の指揮を執ることを打電し、参謀を32根拠地司令部に派遣して状況を聴取させた。その聴取した情報を午後1時50分に「敵上陸舟艇「サマル」島北西に集結しつつあり」として打電した。
32根拠地隊司令部はミンタルまで後退し第百師団司令部に合流しており、午後3時、それを知った寺岡は小田原参謀長、松浦航空参謀とともにダバオの司令部を発った。
連合艦隊司令長官豊田副武大将は、敵ダバオ上陸の報を受け、午後3時15分に「捷一号作戦警戒」を発令、午後3時32分に先遣部隊指揮官に対して中型潜水艦全力を急遽出撃せしむべき旨を下令した。大本営では陸海軍部作戦連絡会議を開催し、捷一号作戦発動の要否ならびにその時期について検討し、ここ2、3日航空実働兵力の急速整備を図ったうえ、必要なら発動を令することに決めた。
午後3時8分、南西方面部隊指揮官は敵攻略部隊のダバオ方面来攻に対する邀撃作戦を意味する「D作戦」の発動を発令、午後3時38分、第五基地航空部隊（一航艦）指揮官に対し、「第五基地航空部隊は「ダバオ」地区敵攻略部隊を攻撃撃滅すべし」と電令した。また、第三基地航空部隊の西方第一空襲部隊指揮官（第二十八航空戦隊司令官）に第五基地航空部隊の指揮下に入るように電令を発した。午後5時30分、連合艦隊長官は南西方面部隊指揮官に指揮下の兵力で当面の敵陸兵団を撃滅するように下令した。
第二十六航空戦隊司令官は、南西方面部隊指揮官からの攻撃命令に基づき、第一航空艦隊の指揮を執ると報じ、午後3時34分、第七六一海軍航空隊に全力でダバオ湾口付近の敵攻撃を、飛行第15戦隊（威8315）にダバオ付近の敵艦隊の偵察を命じ、26航戦司令官は第二〇一海軍航空隊を率いて午後6時30分にセブに進出した。
10日朝に陸軍第百師団司令部は32根拠地隊司令部から海軍見張所の情報を受けたが、上司に報告せず、虚報と判明した後に結果を報告した。同師団司令部では海軍の情報に疑念を抱き、参謀を派遣したが、確認に時間を消費し、この間に師団の通信隊は海軍の情報に基づき、固定無線機を破壊し退避するなど、ダバオ市内にあった陸軍部隊も混乱に陥った。海軍から敵ダバオ上陸を知らされた陸軍第三十五軍司令官鈴木宗作中将はこれを関係各部に報告通報し、午後3時15分に「鈴一号作戦」を発令した。陸軍第四航空軍司令官冨永恭次中将は一航艦からの情報に基づき、ハルマヘラ邀撃作戦に備えるために準備中だった第二飛行師団の進出を中止してバゴロド帰還を命じ、バゴロド地区の第13飛行団および襲撃1個戦隊に対しミンダナオ島への前進準備を下令するとともにクラーク地区の襲撃1個戦隊のバゴロド転進を命じた。

### 誤報の判明

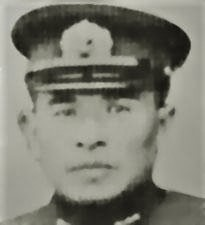
当時201空副長だった玉井浅一中佐

第一航空艦隊の主席参謀猪口力平中佐は、撤退準備に追われながらも敵上陸の情報の確信が持てなかったので、搭乗員上がりの参謀であった小田原俊彦参謀長と松浦参謀に偵察を要請している。撤退命令を受けた現場の航空部隊の第二〇一海軍航空隊副長玉井浅一中佐や、第201海軍航空隊戦闘306飛行隊の分隊長菅野直中尉たちも、どうも様子がおかしいと感じ、副長であった玉井が、自ら第1ダバオ飛行場から残っていた零式艦上戦闘機で偵察飛行した。玉井は、ダバオ湾からサランガニ湾の内外まで偵察したが、全く敵影を見つけることはできず、誤報だと確信した。猪口は第2ダバオ飛行場に到達したところで、玉井及び偵察を要請していた小田原・松浦両参謀から誤報であったとの報告を受けて「敵上陸の報告は全部取り消し」と全部隊に打電している。
一方、誤報確認に関しては異なる主張もある。第一五三海軍航空隊戦闘第901飛行隊長美濃部正少佐は、自ら零戦を操縦して偵察飛行し誤報と確認したと主張している。美濃部は、事件前日となる9月9日にかねてから計画してきた夜間戦闘機によるアメリカ軍機動部隊への夜襲を行うため、複数の基地に点在していた戦闘901飛行隊の稼働全機となる月光9機、零戦2機をレイテ島のタクロバン飛行場に集結させようとしていた。ダバオ第2飛行場で待機していた美濃部は、同飛行場にいる戦闘901飛行隊の月光3機と零戦1機を引き連れてタクロバン飛行場に向かおうとしていたが、離陸前にアメリカ軍艦載機に襲撃されて、油断していた戦闘901飛行隊の航空機は全機被弾、1機が大破、2機が中破し、タクロバンへ向かうことができなくなった。作戦を計画した美濃部が参加できなくなっても、戦闘901飛行隊は残された戦力で作戦を決行し、同日深夜に三号爆弾を搭載した月光3機がフィリピン東方洋上に索敵攻撃に出撃したが、月光隊はアメリカ軍機動部隊に接触することなく2機が未帰還で指揮官森国雄大尉を含む4名が戦死、もう1機もF6Fヘルキャットの攻撃で偵察員が戦死し、操縦の陶三郎上飛曹が損傷した機体でどうにか10日の未明に生還するという一方的な惨敗という結果に終わっている。
翌朝、ダバオ第2飛行場で、撃破された自分の部隊の航空機の残骸の跡片付けなどをに追われていた美濃部は、撤退命令があったとき偶然にもダバオ湾が一望できる山腹中央の指揮所にいたが、敵の上陸を目にはしなかった。そこで、第一航空艦隊司令部に電話し、上陸の報は信用できないとして撤退命令に異議を唱えるも埒が明かないため、抗命による死刑も覚悟で寺岡に直接意見具申すべく、自ら車を運転してダバオの司令部に向かった。途中で、第一航空艦隊司令部の車列と鉢合わせになったので、運転してきた車で進路を遮って急停車させ、寺岡に「長官、第二ダバオに水陸両用戦車近接中と言われますが、湾内に船1隻見えません」と進言した。そこに寺岡に同行していた猪口が「サマール島の陰になっていよう」と口を挟んできたので、美濃部はダバオ第1飛行場に残されていた1機の零戦で偵察飛行をすることを提案し、寺岡らに第2ダバオ基地で自分が偵察飛行してくる間待機しておくよう進言、美濃部はその後にダバオ第1飛行場まで行くと午後4時30分に自らの操縦で零戦を飛ばして偵察を行い、アメリカ軍上陸は誤報であったことを確認のうえ報告したなどと主張している。
しかし、寺岡と一緒にダバオを発った猪口の著書と、第一航空艦隊司令部付で寺岡の副官であった門司親徳海軍主計少佐の著書のいずれにも移動中に美濃部に引き止められたなどとする記述はなく、美濃部に第2ダバオ基地に待機するよう進言を受けたとされる寺岡は待機することはなく、猪口ら参謀を第2ダバオ基地に残して、第三十二特別根拠地隊司令部が撤退したミンタルまで撤退し、そこで敵上陸は誤報であったとの報告を受けている。ダバオの偵察飛行を行ったとの関係者の証言がある玉井について美濃部は、自分がダバオ第一基地で残っていた零戦で偵察飛行をしようとしたところ、玉井から、セブに帰る必要がありその零戦を使用すると貸与を拒否されたので、やむなく美濃部は、1時間後にようやく別の零戦を用意して偵察飛行したなどと主張しているが、美濃部の遺稿の記述では、玉井とのやり取りはなく、そのまま残っていた零戦で偵察飛行したとのことであり、出典により美濃部の主張や状況が相違している。

### 事実の判明後

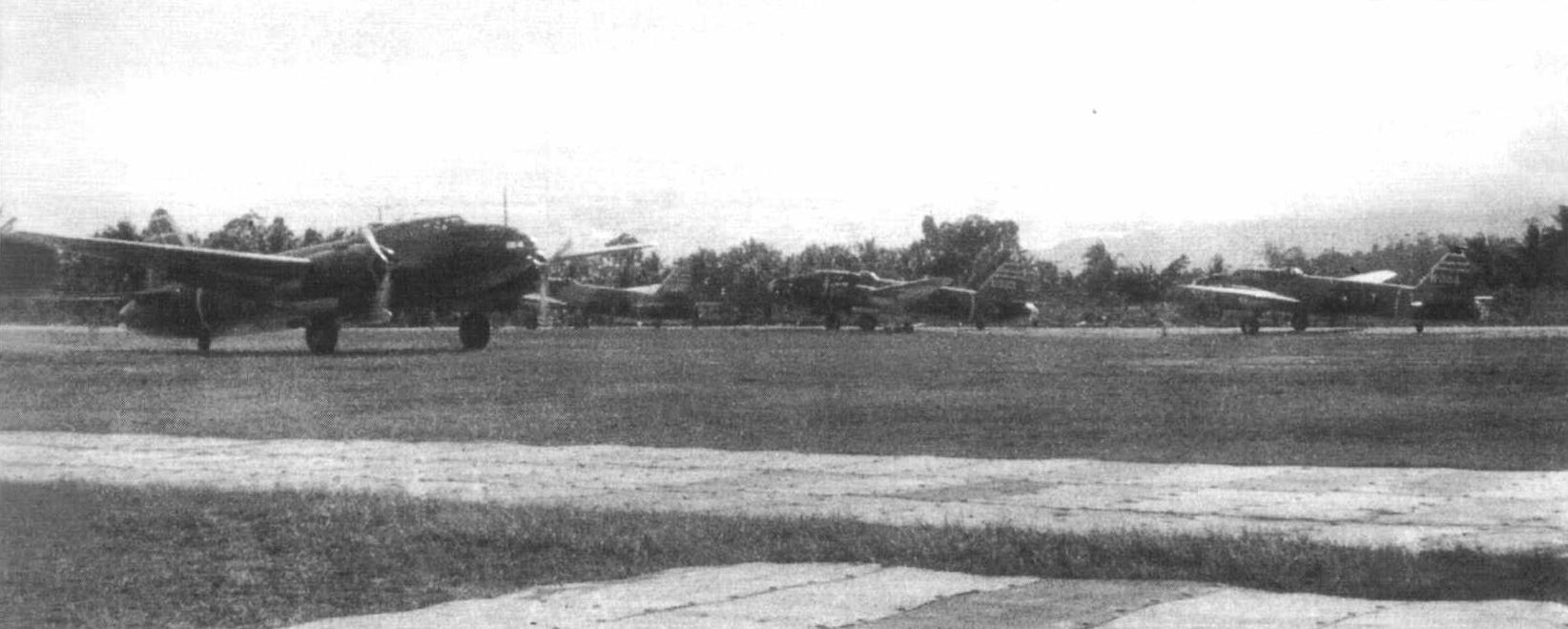
ダバオ第1飛行場（写真は1942年のもの）

午後3時45分、寺岡中将一行は陸軍師団司令部に到着し、師団司令部及び根拠地司令部の敵情判断を詳細の聴取した結果、情報の根拠薄弱と判断され、直ちに引き返した。
午後4時37分、ダバオ司令部に戻った寺岡は「第一航空艦隊調査の結果「ダバオ」地区に敵上陸の事実なし」と部内全般に取り消し電報を発した（送信電源故障のため、一部通達が遅れ、上層作戦指導当局が確認するまで時間がかかった）。
マニラの南西方面艦隊司令部は、固唾をのんで第一航空艦隊からの続報を待っていたが、ダバオからの電報が途絶えてしまったので、地上での激戦が開始されたのだと参謀たちに緊張が走った。その頃に第一報として、自ら偵察飛行した玉井から「飛行偵察の結果、ダバオ湾に敵の艦船を認めず、海岸地帯にも異常なし」との電報が届けられ、南西方面艦隊の参謀たちは、状況が理解できずその不可解さに呆気にとられるばかりであった。
その後、第一航空艦隊司令部からの電報は2時間も遅れて南西方面艦隊司令部に届き、事実確認のため南西方面艦隊司令部は、午後7時46分に32根拠地隊司令官に上陸の有無を改めて知らせるように打電した。同時刻、連合艦隊司令長官と軍令部作戦部長の連名で、南西方面艦隊司令長官と一航艦長官に「敵機動部隊はダバオに対し空襲しあらず」と「敵上陸部隊及空襲部隊「ダバオ」「サランガニ」に上陸せる事実なし」の判断で差し支えないか確認電を発した。南西方面部隊指揮官は午後9時35分に「本日ダバオ地区に敵上陸の事実なし」と報じ、既令の邀撃作戦に関する一連の電令も取り消しを下令、午後10時15分には連合艦隊司令長官あてに「二〇〇〇までの状況を総合するにサランガニ方面の状況依然不明なるも現地海軍及び陸軍からの情報によりダバオ地区に対する敵の上陸なかりしこと判明」の旨を打電した。一航艦は午後10時25分に飛行機偵察の結果敵上陸の事実のない旨を発電した。11日早朝、連合艦隊司令長官は「捷一号作戦警戒」ならびに南西方面部隊に対する敵上陸船団の攻撃に関する命令をそれぞれ取り消した。
11日、第三南遣艦隊（比島部隊）司令部は指揮下の部隊に対し、「当分の間、一般の上陸外出を禁じ、各部隊各庁部は極力戦備促進充実に専心邁進すべき」旨を下令し、連合艦隊司令長官は全部隊に注意を喚起した。
この不祥事件については、誤報の原因について真相がつかみきれず、敵の謀略にかかったのではないかと判断されるところもあり、調査のために南西方面艦隊司令部通信参謀の久住忠男中佐と軍令部参謀の奥宮正武中佐が現地に派遣された。そこで、奥宮が第一航空艦隊司令部に事情聴取を行なっており、司令の寺岡や猪口ら司令部幕僚らは、ばつが悪かったのか多くを語らなかったが、玉井からは、「一発の砲声も聞こえなかった。敵機の姿もなかった。そこで、不審に思って、残っていた零戦を操縦して、サランガニ湾の内外を見たが、敵影はなかった。その結果、誤報であることが判明した」と詳細な状況説明があり、奥宮は明快な説明という感想を抱いた。そののちに「陸・海軍を合わせて、大ぜいの参謀がいるのだから、誰か高いところに上がって、状況を確かめればよかった。机の上の作戦とはそんなものだよ。」との嘆きも聞かされたという。
一方で、自分が誤報を確認したと主張している美濃部も、調査に訪れた奥宮から事情聴取を受けたと遺稿で主張しているが、上記の通り、査察した奥宮の著書に玉井の証言の記述はあるが、美濃部に関する記述はない。
南西方面艦隊司令部では13日、同司令部参謀長西尾秀彦少将がその調査結果を連合艦隊司令長官に打電報告し、見張員の錯誤とこれの確認処置の不十分が原因と伝えた。14日、南西方面艦隊長官は指揮下の部隊に訓示し、指揮官の統率に関し戒めた。

## 誤認の原因
第32特根首席参謀、島村浩二大佐は湾内の沈船に三角波が当たって異様な形を成していたこと及び付近に漁舟もありそれに海面に朦気があったため、先入観もあって敵上陸用舟艇の来襲と見誤り報告し、疑心暗鬼も加わって次第に誇張され、錯覚喧伝されていったもので、こうした疑心暗鬼は、ダバオ邀撃準備がほとんどできていなかったため敵上陸を恐れていたこと、数日来の敵空襲で陸上施設に大きな損害を受けて市街も焼かれ人心に動揺をきたし、通信施設が破壊されたため情報が伝わらず、パニック状態を一層高めた結果であったらしいと戦後述べている。一航艦司令部付副官の門司親徳主計少佐は、敵上陸部隊接近の一報があった直後に南方の方で「ドロローン」という遠雷のような異音が聞こえてきたため、司令部幕僚の一部がそれを上陸支援の艦砲射撃と誤認したことも誤報を信じてしまった一因になったと戦後述べている。
見張員のパニックに現地最高指揮官が巻き込まれて敵上陸の場合の退避措置に気を取られ早期に敵情を確認する手段を講じなかった点を問題とし、32根拠地隊司令部も一航艦司令部も確認手段はあるので疑念を持った時点で直ちに確認すれば事件にはならなかったとする意見もある。

## 影響

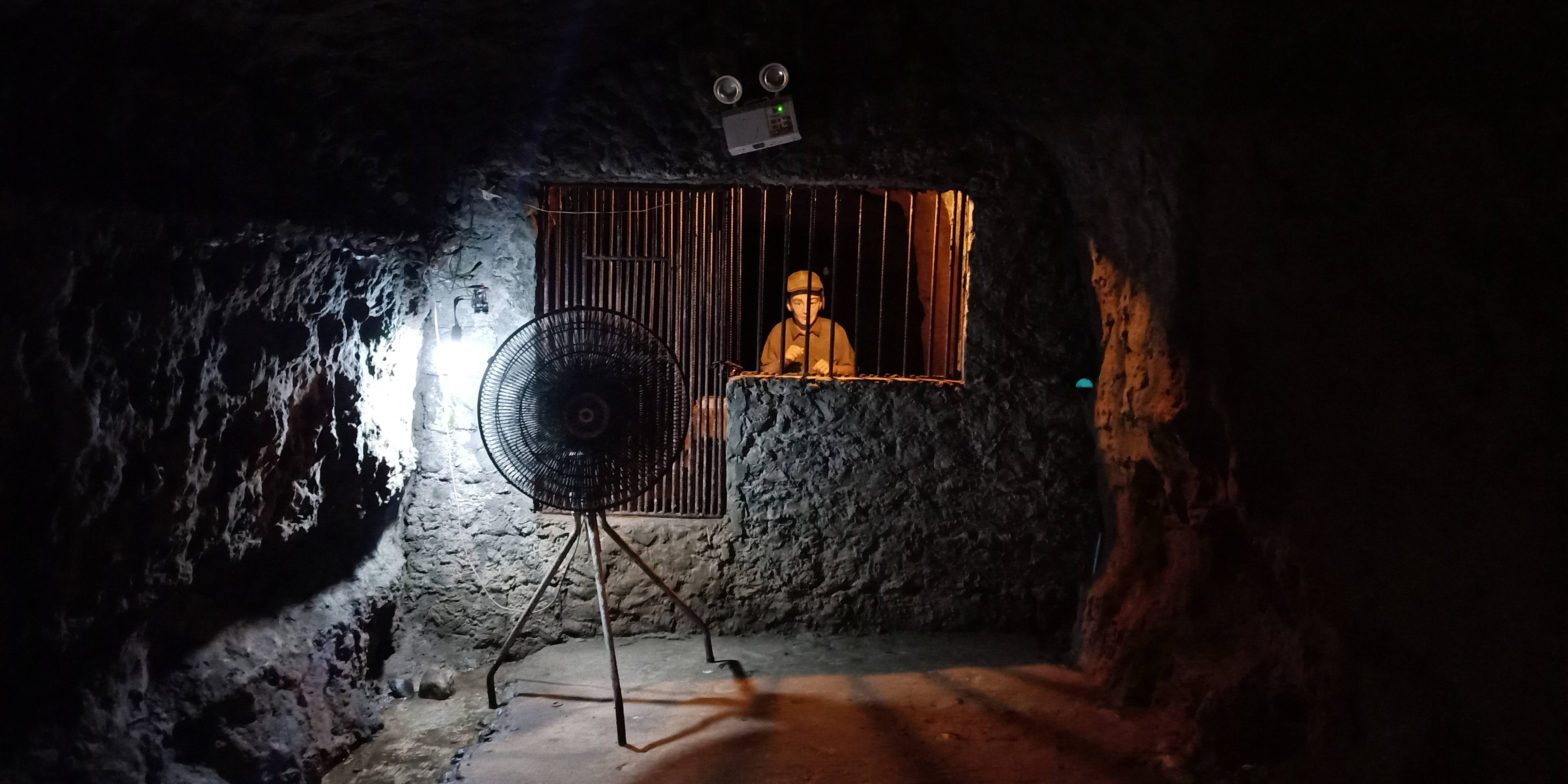
ダバオ地下に日本軍によって掘削されたトンネル、写真のようにマネキンなどが置かれて観光地化している

虚報によって、ダバオにあった第三十二特別根拠地隊司令部は後方に退避し、第一航空艦隊司令部も暗号書を処分して退避した。誤報と判明したのち、寺岡ら一航艦司令部はダバオに戻ったが、宿舎も防空壕も滅茶苦茶に荒らされていた。これは、暗号書を焼き、通信設備を破壊せよと命じられて残った将兵らが、戦闘が始まる気配もなく無為の時間を費やすことになったので、自暴自棄となって破壊行為を行ったものと考えられた。暗号書も満足な通信機器もないダバオではまともな作戦指揮もできないので、司令部で協議の結果、10月11日にマニラに司令部を移動させることとしている。
後日、事件の当事者であった一航艦司令長官の寺岡と第三十二特別根拠地隊の司令代谷は揃って事件の責任を問われて更迭された。代谷はその後に予備役となったが、寺岡は、第三航空艦隊司令長官であった吉良俊一中将が病気となり、代わりに適任がいなかったことから、吉良に代わって三航艦の司令長官となっている。この人事には、参謀の猪口や小田原らが責任を問われなかったことも含めて、多くの問題があったとする指摘もある。寺岡が率いた三航艦は、1945年2月にマーク・ミッチャー中将が率いる高速空母部隊の第58任務部隊がジャンボリー作戦のため、日本本土に向かって接近していたのを索敵の不首尾などから全く発見することができず、東京から125マイル（約200km）、房総半島から60マイル（約100km）までの接近を許している。1945年2月16日の夜明けに悪天候下で艦載機の発艦を強行したおかげもあり、完全に奇襲に成功したアメリカ軍の艦載機は、1日中東京上空を乱舞し航空基地や工場施設を存分に叩いて、ほとんど日本軍からの反撃を受けず、32機の損失に対して350機の日本軍機の撃墜破を報告している（日本側の記録では陸海軍で150機の損失）。2月10日に第五航空艦隊の司令長官に就任したばかりの宇垣纏中将は、敵大艦隊が出撃したという情報を掴んでいながら、第三航空艦隊の索敵の不首尾で、ドーリットル空襲以来の敵機動部隊の日本本土への接近と、奇襲を許して大損害を被ったことを激怒し「遺憾千万と云うべし」と陣中日誌『戦藻録』に記述している。寺岡はその後も三航艦の司令長官として指揮を執り続けたが、終戦後に発生した厚木航空隊事件を捌ききれなかったとして更迭された。
一航艦は反撃のため航空機をセブ島に集結させていたが、敵上陸が誤報とわかって9月11日に集中を解いて各隊への分散態勢に戻すことを命じた。主力の201空は11日に40機をニコルス、20機をマクタンに分散させたが、しかし12日時点でまだ100機ほどが残っておりそこをアメリカ軍艦載機に襲撃された。41機の零戦が迎撃に飛び立ったが不利な態勢での空戦となり、23機のアメリカ軍機を撃墜したが、25機が自爆未帰還、14機が不時着し、地上でも25機が大破、30機が損傷という深刻な損害を被った。この損害により通常の航空作戦が困難になったことが、誤報事件の失態で更迭された寺岡に代わって、航空特攻作戦開始を胸に抱いて一航艦司令長官に着任した大西滝治郎中将に、神風特別攻撃隊編成を決断させた理由の一つとなったとする指摘もある。
この誤報事件を教訓にダバオの防衛体制の強化が図られて、翌1945年4月に実際のアメリカ軍が侵攻してきたときは誤報事件のきっかけとなった第32特別根拠地隊は陸軍第100師団の指揮下で整然と迎え撃った。ダバオ地区に多数掘削したトンネル陣地を活用して、第19歩兵連隊長トーマス・クリフォード大佐が戦死するなどアメリカ軍を苦戦させたが、最後は山中での持久戦となり多数の餓死者戦病死者を出しながら終戦を迎えた。